# Цвенка
Цвенка — река в России, протекает по территории Дедовичского и Бежаницкого районов Псковской области. Длина реки — 37 км, площадь водосборного бассейна — 218 км².
Начинается юго-восточнее озера Навережского и южнее деревни Навережье. В верховьях течёт на восток, потом — на юго-восток между горами Судома и Гусак. У деревни Сысоево поворачивает на юг. Протекает по лесистой местности через деревни Сидоренец, Цвень, Конобродово, Рюменец, Митигривки, Зажигино, Исаково, Полозово, Подвигалово, Костково 2-е, Большое Иваново, Луковиши. Устье реки находится в 8 км по правому берегу реки Уды в деревне Плёссы. Ширина реки в низовьях — 20 метров, глубина — 1 метр, берега заболоченные.

## Данные водного реестра
По данным государственного водного реестра России относится к Балтийскому бассейновому округу, водохозяйственный участок реки — Великая. Относится к речному бассейну реки Нарва (российская часть бассейна).
Код объекта в государственном водном реестре — 01030000112102000028120.